# 哈里斯·J
哈里斯·J（阿拉伯语：هاريس جي，1997年5月2日—）是英国歌手。哈里斯毕业于伦敦BRIT表演艺术学院。

## 事业
哈里斯·J生于伦敦市的切尔西区域，是一位英国年轻的穆斯林艺术家，為Awakening Records的合约歌手。
哈里斯·J自小就有唱歌天赋。五岁时，他就开始在公众场合唱歌演出，并在学校演出和在多信仰聚会上进行演唱。他也会用爱尔兰民间音乐的声调和技术掌握阅读古典阿拉伯语，创作具有艺术才华的音乐。
哈里斯·J同样也喜欢足球。12岁时，哈里斯在切尔西学院的俱乐部训练精英俱乐部接受专门训练，在切尔西足球联赛的基础训练中接受了几年的训练。
2015年7月哈里斯.J毕业于世界着名的伦敦BRIT表演艺术学院。
哈里斯.J以身為穆斯林而骄傲。他的首张专辑于2015年8月底发行。